# Simone Machado Rebmann
Pour les articles homonymes, voir Machado et Rebmann.
Simone Machado Rebmann, née le 6 mai 1969, est une personnalité politique suisse du canton de Berne, membre du Parti vert alternatif (de).

## Biographie
Simone Machado Rebmann naît le 6 mai 1969.
Elle est issue d'une famille ouvrière. Après avoir abandonné ses études gymnasiales, elle travaille dans l'agriculture, passant notamment douze étés dans la vallée de Lauterbrunnen (de), dans l'Oberland bernois.
Au début de la trentaine, elle obtient sa maturité puis étudie le droit aux universités de Fribourg et de Berne. Elle travaille ensuite comme avocate, d'abord à Berne avec Daniele Jenni (de), fondateur du Parti vert alternatif (de), de 2002 à 2007, puis dans un cabinet d'avocats zurichois.

## Parcours politique
Simone Machado Rebmann se présente en 2013 au poste de préfet de l'arrondissement administratif de Berne-Mittelland, empêchant ainsi la réélection tacite du socialiste Christoph Lerch, critiqué pour la fermeture de discothèques et sa politique de fermeté envers le centre autonome de la Reitschule. Le 9 juin, jour de l'élection, elle est néanmoins nettement battue (23 106 voix contre 65 895 à son adversaire),.
Elle est députée au Grand Conseil du canton de Berne du 1er juin 2014 au 31 mai 2018, permettant à son parti d'être représenté au parlement bernois pour la première fois depuis 1994. Elle rejoint le groupe parlementaire des Verts et siège au sein de la commission de la sécurité et de la commission des institutions politiques et des relations extérieures. Elle n'est pas réélue en mars 2018.
Elle est membre à partir du 6 juillet 2020 du Conseil de ville (législatif) de Berne. Durant la pandémie de COVID-19, Simone Machado Rebmann est l'une des rares personnalités politiques de gauche en Suisse à participer à des manifestations contre les mesures de protection. Ses critiques portent en particulier sur le passeport sanitaire et ses conséquences en matière de surveillance et de contrôle des personnes,. D'après la Weltwoche, elle est convaincue par les propos de Wolfgang Wodarg et Sucharit Bhakdi que le danger que fait courir virus est « massivement exagéré ». Elle dépose plainte avec succès contre l'interdiction de facto des rassemblements imposée par le canton de Berne de novembre 2020 à avril 2021. En octobre 2021, elle coorganise une manifestation d'opposition aux mesures contre le COVID-19 à Berne. En raison de ces activités, elle est expulsée en novembre 2021 de son groupe du Conseil de ville, qui réunissait outre son parti dont elle est l'unique représentante la Gauche alternative et le Parti suisse du travail.
Elle se présente sans succès aux élections du Grand Conseil de 2022 avec sa propre liste baptisée « Mouvement démocratique ». Son parti ne participe pas aux élections, ce qu'elle explique par les divergences de vue au sujet des mesures prises pour lutter contre la pandémie de coronavirus. La liste est apparentée avec celle de l'Union démocratique du centre, par simple calcul électoral selon les déclarations de Simone Machado Rebmann.